# Gaudemunda Litovska
Gaudemunda Sofija Litovska (litovsko Gaudemunda ali Gaudimantė, poljsko Gaudemunda Zofia) je bila hčerka litovskega kneza Traidenisa in po poroki z Boleslavom II. Mazovskim vojvodinja žena Mazovije, * okoli 1260, † 1288 ali 1313.
Boleslav II.  je združil vojvodino Mazovijo in jo nato razdelil med njuna sinova 
- Sjemovita II., ki je dobil vojvodino Ravo, in
- Trojdena I., ki je dobil vojvodini Varšava in Čersk,

in 
- Venčeslava, sina druge žene Kunigunde Češke, ki je dobil vojvodino Plock.

## Vir
- Rowell, S.C. (1994). Lithuania Ascending: A Pagan Empire Within East-Central Europe, 1295-1345. Cambridge Studies in Medieval Life and Thought: Fourth Series. Cambridge University Press. str. 7–8. ISBN 978-0-521-45011-9.